# Тайны Смолвиля (сезон 4)
«Тайны Смолвиля» (англ. Smallville) — американский научно-фантастический телесериал, исполнительными продюсерами и авторами сценария которого являются Альфред Гоф и Майлз Миллар. Сериал повествует о молодых годах жизни Супермена — Кларка Кента, создателями которого являются Джерри Сигел и Джо Шустер. Действие происходит в вымышленном американском городке Смолвиль штата Канзас.
Четвёртый сезон сериала был показан на телевизионном канале «СТС».

## Сюжет
В город приезжает Лоис Лейн — кузина Хлои. Девушка полна решимости найти убийц сестры. По дороге в Смолвиль она встречает Кларка Кента, считающего себя Кал-Элом. Его послал к ней Джор-Эл, ответив на стенания сына об одиночестве. Девушка отвозит его в больницу, где в тяжёлом состоянии вот уже несколько месяцев находится Джонатан Кент. Марте с помощью Бриджит Кросби удаётся вернуть сына. Кларк рассказывает Лоис, что Хлоя жива. Во время обучения в Париже Лана встречает молодого человека по имени Джейсон Тиг, между ними завязывается роман. Вскоре после этого она обнаруживает у себя на спине странную татуировку. Лану начинают посещать видения из жизни её предка — ведьмы Изабель. Джейсон приезжает в Смолвиль вместе с Ланой. Кларк даёт Лексу ещё один шанс, и они возобновляют дружбу.

## В ролях

### Основной состав
- Том Уэллинг — Кларк Кент (22 эпизода)
- Майкл Розенбаум — Лекс Лютор (22 эпизода)
- Кристин Кройк — Лана Лэнг (22 эпизода)
- Эллисон Мэк — Хлоя Салливан (22 эпизод)
- Аннетт О’Тул — Марта Кент (22 эпизод)
- Джон Шнайдер — Джонатан Кент (20 эпизод)
- Дженсен Эклс — Джейсон Тиг (20 эпизодов)
- Джон Гловер — Лайонел Лютор (15 эпизодов)

### Второстепенный состав
- Эрика Дюранс — Лоис Лейн
- Джейн Сеймур — Женевьева Тиг
- Теренс Стэмп — Джор-Эл
- Сара Картер — Алиссия Бэйкер
- Пейтон Лист — Люси Лейн
- Марго Киддер — Бриджит Кросби
- Рекха Шарма — Доктор Харден
- Камилль Митчелл — Шериф Нэнси Адамс
- Майкл Айронсайд — Генерал Лейн
- Эрик Джонсон — Уитни Фордман
- Роберт Уиздэн — Гейб Салилван
- Кайл Галлнер — Барт Аллен
- Трент Форд — Майкл Миксэлпитэлек
- Крис Кармак — Джефф Джонс

## Список эпизодов
| № общий | № в сезоне | Название                      | Режиссёр         | Автор сценария                                          | Дата премьеры    | Произв. код | Зрители в США (млн) |
| --- | ---------- | ----------------------------- | ---------------- | ------------------------------------------------------- | ---------------- | ----------- | ------------------- |
| 67 | 1          | «Крестовый поход» «Crusade»   | Грег Биман       | Альфред Гоф и Майлз Миллар                              | 22 сентября 2004 | 2T5201      | 6.07                |
| Кларк возвращается в Смолвиль, перепрогамированный в Кал-Эла. Полный решимости исполнить своё предназначение, Кал-Эл летит к небу, чтобы украсть мощный кристалл с Криптона. Тем временем Лоис Лейн приезжает в город, чтобы расследовать убийство своей кузины Хлои. Также Лана возвращается из Парижа с новыми планами и новым бойфрендом. Джонатан находится в коме. Лайонел сталкивается с новой страшной жизнью в тюрьме.                                                                                                |            |                               |                  |                                                         |                  |             |                     |
| 68 | 2          | «Ушедший» «Gone»              | Джеймс Маршалл   | Келли Содерс и Брайан Питерсон                          | 29 сентября 2004 | 2T5202      | 5.66                |
| Кларк и Лоис расследуют мнимое убийство Хлои, но их останавливает армейский офицер, Генерал Сэм Лейн - отец Лоис. Кларк узнает, что Сэм недавно общался с Лексом. Джейсон приезжает из Парижа и уверяет Лану в необходимости продолжения их отношений. Подозревая, что Хлоя все еще жива, Лайнел отправляет наемного убийцу с способностью преобразовывать свои конечности в металическое оружие, чтобы Хлоя не смогла дать показания против него.                                                                            |            |                               |                  |                                                         |                  |             |                     |
| 69 | 3          | «Видимость» «Façade»          | Пэт Уильямс      | Холли Гарольд                                           | 6 октября 2004   | 2T5203      | 5.45                |
| Кларк встречает нового противника в лице стеснительной ученицы, которая обращается к пластическому хирургу, чтобы улучшить свою внешность и поднять свою популярность. Криптонит улучшает красоту, но это наносит ущерб тем кого она целует. Тем временем Джейсон и Лана продолжают скрывать их взаимоотношения от Кларка. |            |                               |                  |                                                         |                  |             |                     |
| 70 | 4          | «Преданный» «Devoted»         | Дэвид Карсон     | Люк Скелхаас                                            | 13 октября 2004  | 2T5204      | 6.20                |
| Кларк вступает в школьную футбольную команду и немедленно занимает позицию защитника после того, как предыдущий защитник провоцирует драку с новым тренером Джейсоном. Заинтересовавшиеся изменениями в поведении своего бывшего партнера по команде, Кларк и Лоис начинают расследование и узнают, что группа поддержки отравляет питьевую воду для команды криптонитом. |            |                               |                  |                                                         |                  |             |                     |
| 71 | 5          | «Бегство» «Run»               | Дэвид Барретт    | Стивен С. ДеНайт                                        | 20 октября 2004  | 2T5205      | 5.41                |
| После кражи бумажника Джонатана, Кларк использует суперскорость, чтобы догнать вора. Однако похититель ускользает от Кларка со скоростью, превосходящей скорость Кларка. Барт, известный также по кличке Импульс, позже появляется на ферме и пытается поговорить с Кларком и убедить его оставить Смолвиль для того, чтобы жить в дороге и использовать их суперсилу. Тем временем Лекс покупает бесценный, заключённый в раму, манускрипт с Криптонскими символами. Кларк узнаёт, что в карте спрятано что-то таинственное. |            |                               |                  |                                                         |                  |             |                     |
| 72 | 6          | «Обмен» «Transference»        | Джеймс Маршалл   | Тодд Славкин и Даррен Свиммер                           | 27 октября 2004  | 2T5206      | 5.69                |
| Кларк слышит мощный звенящий звук, который исходит из тюрьмы, где находится Лайонел. Когда он видит Лайонела, пытающего нанести удар Лексу с помощью пылающего камня, он пытается схватить камень, в результате чего Кларк и Лайонел меняются телами. Лайонел понимает, что его новое тело обладает суперсилой. Пойманный в ловушку за решёткой без своей силы, Кларк должен найти выход, чтобы заполучить своё тело и силу обратно.                                                                                          |            |                               |                  |                                                         |                  |             |                     |
| 73 | 7          | «Приносящий несчастье» «Jinx» | Пол Шапиро       | Марк Уоршоу                                             | 3 ноября 2004    | 2T5207      | 5.02                |
| Хлоя вовлечена в подпольный азартный клуб в школе со студентом Микеллом Миксэлпитэлеком и теряет все свои сбережения во время футбольного матча, после того как Микел использует свои силы для контроля всех игроков, включая Кларка. Когда Хлоя узнает секрет Микела, он похищает её и угрожает убить, если Кларк не проиграет игру. Лекс угрожает Микелу депортацией, если тот не использует свои силы в пользу Лекса. |            |                               |                  |                                                         |                  |             |                     |
| 74 | 8          | «Заклинание» «Spell»          | Жанно Шварц      | Стивен С. ДеНайт                                        | 10 ноября 2004   | 2T5208      | 5.51                |
| После того как Лана прикасается к кровавому следу в книге 1600 года, она, Лоис и Хлоя становятся одержимы ведьмами, которые были сожжены заживо. Три ведьмы вернулись, чтобы добиться отмщения и найти мощные криптонические кристаллы, нанося вред и ущерб в городе. Кларк пытается остановить ведьм, но они лишают его силы и заставляют раскрыть место положение кристала, который он спрятал в пещере. |            |                               |                  |                                                         |                  |             |                     |
| 75 | 9          | «Предел» «Bound»              | Терренс О’Хара   | Люк Схелхаас                                            | 17 ноября 2004   | 2T5209      | 5.06                |
| После того как Лекс обвинен в убийстве, Кларк намеревается доказать его невиновность. Клянясь, что он изменился, Лайонел предлагает Кларку проникнуть в суть преступления, но он требует кое-что взамен. Тем временем Лана встречает мать Джейсона и видит яркое воспоминание происшествия в Париже, подтверждающий своё подозрение, что она была там, когда у Ланы появилась татуировка. |            |                               |                  |                                                         |                  |             |                     |
| 76 | 10         | «Страх» «Scare»               | Дэвид Карсон     | Келли Содерс и Брайан Питерсон                          | 1 декабря 2004   | 2T5210      | 4.89                |
| Тайный эксперимент Лекса в ЛюторКорп принимает скверный оборот и опасный токсин попадает в Смолвиль. Те кто инфицированы токсином, включая Кларка, Лану, Лекса и Джейсона, воображают, что их самые страшные страхи становятся правдой и затем впадают в кому. Отчаявшись найти лекарство, Кларк предлагает немного своей крови Лексу. |            |                               |                  |                                                         |                  |             |                     |
| 77 | 11         | «Опасный» «Unsafe»            | Грег Биман       | Стивен С. Денайт и Джеф Лоуб                            | 26 января 2005   | 2T5211      | 4.21                |
| Убедив всех в своем окончательном выздоровлении, Алисия выписывается из больницы БеллеРив и приезжает в Смолвиль, чтобы вновь разжечь былые отношения с Кларком. В начале, к разочарованию Алисии, Кларк видит в ней только человека, который знает его секрет. Тогда она решает получить от него больше и использует красный криптонит. «Плохой Кларк» появляется и мгновенно забирает Алисию в Лас-Вегас, чтобы жениться на ней.                                                                                            |            |                               |                  |                                                         |                  |             |                     |
| 78 | 12         | «Отверженный» «Pariah»        | Пол Шапиро       | Холли Гарольд                                           | 2 февраля 2005   | 2T5212      | 4.78                |
| На Лану и Джейсона нападает неизвестный, и они оказываются на волоске от смерти. Алисия является главным подозреваемым. Кларк сначала защищает свою новую девушку, но когда доказательства постепенно набираются, он начинает смотреть на Алисию по новому. В результате причинённой боли Кларком, Алисия раскрывает его силы перед Хлоей. Алисию убивают. Тем временем мать Джейсона возвращается в город с предложением для Лекса.                                                                                          |            |                               |                  |                                                         |                  |             |                     |
| 79 | 13         | «Новичок» «Recruit»           | Жанно Шварц      | Тодд Славкин и Даррен Свиммер                           | 9 февраля 2005   | 2T5213      | 4.91                |
| Чтобы заполучить Кларка в футбольную команду, Мет Ю отправляет их звёздного игрока Джефа для того чтобы тот показал Кларку, как они заинтересованы в нём. Один из игроков Мет Ю умирает при загадочных обстоятельствах, и Лоис арестована по обвинению в этом убийстве. Кларк узнаёт, что Джеф обладает суперсилой и использует её для парализации тех, кто встанет на его пути — включая Лоис. Тем временем Хлоя продолжает наблюдать за Кларком и узнает все больше его секретов.                                           |            |                               |                  |                                                         |                  |             |                     |
| 80 | 14         | «Крипто» «Krypto»             | Джеймс Маршалл   | Люк Шелхас                                              | 16 февраля 2005  | 2T5214      | 5.08                |
| Ведя машину, Лоис случайно сбивает собаку. Она приносит её на ферму, чтобы вылечить. Кларк узнает, что эта собака необычная после того, как щенок тянет за собой на цепи трактор. Кларк и Лоис узнают, что собака — это результат неудачного эксперимента ЛюторКорп, и использовалась для совершения преступлений. Тем временем Лана озадачена участием Джейсона в делах его мамы. |            |                               |                  |                                                         |                  |             |                     |
| 81 | 15         | «Священный» «Sacred»          | Брэд Тёрнер      | Брайан Петерсон и Келли Содерс                          | 23 февраля 2005  | 2T5215      | 5.26                |
| Узнав, что Джейсон и Лекс находятся в Китае в поисках таинственного кристалла, Кларк и Лана следует за ними в надежде найти его первыми. Кларк находит артефакт, который приведет их к кристаллу, но на его пути встаёт ведьма Изобел, которая собирается снова завладеть телом Ланы, чтобы забрать кристалл себе. |            |                               |                  |                                                         |                  |             |                     |
| 82 | 16         | «Люси» «Lucy»                 | Дэвид Барретт    | Телесценарий: Нил Сэдхи и Дэн Сэлзберг Сюжет: Нил Сэдхи | 2 марта 2005     | 2T5216      | 4.51                |
| Младшая сестра Лоис, Люси, с которой они не виделись долгое время приезжает в город и очаровывает каждого с кем встречается. Тем не менее Кларк раскрывает темную сторону Люси, после того как замечает её ворующей деньги из бара. Он вынуждает рассказать правду о её неожиданном появлении в Смолвиле. Тем временем кристалл исчезает из комнаты Ланы и Джейсон обвиняет Лайонела в этом преступлении. |            |                               |                  |                                                         |                  |             |                     |
| 83 | 17         | «Оникс» «Onyx»                | Терренс О’Хара   | Стивен С. ДеНайт                                        | 13 апреля 2005   | 2T5217      | 3.85                |
| Взрыв криптонита разделяет Лекса на двое, и мы знакомимся с его дьявольской половиной. Он немедленно запирает Лекса в особняке и начинает своё буйство — пытается убить Кларка и Хлою в лаборатории, сражается с Лайонелом и угрожает закрыть Тэлон, если Лана не переедет к нему. |            |                               |                  |                                                         |                  |             |                     |
| 84 | 18         | «Душа» «Spirit»               | Уитни Рансик     | Люк Шелхас                                              | 20 апреля 2005   | 2T5218      | 4.39                |
| Хлоя поражена тем, что её номинировали на звание Королевы Школьного Бала. Она пытается уговорить Кларка и Лану пойти с ней на танцы. После того как её конкурентка Дон, попадает в автомобильную аварию в ущелье заполненное криптонитом, появляется дух Дон и начинает вселяться в тела, и изменяет их поведение. Лекс приготовил для всех специальный подарок — группа «Lifehouse» будет играть на танцах. |            |                               |                  |                                                         |                  |             |                     |
| 85 | 19         | «Пустота» «Blank»             | Жанно Шварц      | Брайан Питерсон и Келли Содерс                          | 27 апреля 2005   | 2T5219      | 4.59                |
| Кевин — парень который может влиять на людей так, что они теряют память. Он использует свои силы на Кларке, и тот полностью теряет память. Хлоя рассказывает Кларку о произошедшем, и учит его использовать свои силы в тайне от других. Путешествуя по страницам памяти, Кларк встречает Лану и влюбляется в неё вновь. Пользуясь ситуацией, Лекс убеждает Кларка показать ему, где спрятаны три камня. |            |                               |                  |                                                         |                  |             |                     |
| 86 | 20         | «Вечный» «Ageless»            | Стивен С. ДеНайт | Стивен С. ДеНайт                                        | 4 мая 2005       | 2T5220      | 4.51                |
| Кларк и Лана находят брошенного ребенка на кукурузном поле и приносят его на ферму Кентов. За несколько дней новорожденный вырастает в 7 летнего ребенка. Кларк и Лана понимают, что он быстро стареет. Они начинают искать выход, прежде чем болезнь убьёт его. Тем временем Женивьева просит Лайонела убить Лану, иначе он окажется в тюрьме снова. |            |                               |                  |                                                         |                  |             |                     |
| 87 | 21         | «Навсегда» «Forever»          | Джеймс Маршалл   | Брайан Питерсон и Келли Содерс                          | 11 мая 2005      | 2T5221      | 3.96                |
| Школьный фотограф хочет сделать копию школы с помощью своих способностей заморозки и начинает похищать одноклассников, в том числе Хлою. Делает он это для того чтобы увековечить память о славных днях школы навсегда. Лекс и Лайонел похищены. Их пытает Джейсон в надежде найти кристалл. После того как Женивьева осознает, что кристалл у Ланы, она решает покончить с охотой на кристалл раз и навсегда. |            |                               |                  |                                                         |                  |             |                     |
| 88 | 22         | «Награждение» «Commencement»  | Грег Биман       | Тодд Славкин и Даррен Свиммер                           | 18 мая 2005      | 2T5222      | 5.47                |
| Кларк начинает понимать зачем он был послан на землю после ночного кошмара о том, что нечто ужасное должно произойти в Смолвиле. Кларк приходит в пещеру, чтобы найти ответы у Джор-Эла. Его биологический отец говорит, что он должен соединить три кристалла немедленно, иначе произойдет катастрофа на планете и даже Кларк не сможет остановить это. Тем временем Лекс отбирает один из кристаллов у Лайонела. Понимая, что кристаллы связаны с Кларком, Хлоя пытается остановить Лекса от раскрытия правды.              |            |                               |                  |                                                         |                  |             |                     |